# Kuvait az 1992. évi nyári olimpiai játékokon
Kuvait a spanyolországi Barcelonában megrendezett 1992. évi nyári olimpiai játékok egyik részt vevő nemzete volt. Az országot az olimpián 7 sportágban 32 sportoló képviselte, akik érmet nem szereztek.

## Atlétika
Férfi
| Versenyző           | Versenyszám | Előfutam | Előfutam | Előfutam | Negyeddöntő | Negyeddöntő | Negyeddöntő | Elődöntő | Elődöntő | Elődöntő | Döntő   | Döntő    |
| Versenyző           | Versenyszám | Idő      | Hely.    | Össz.    | Idő         | Hely.       | Össz.       | Idő      | Hely.    | Össz.    | Idő     | Helyezés |
| ------------------- | ----------- | -------- | -------- | -------- | ----------- | ----------- | ----------- | -------- | -------- | -------- | ------- | -------- |
| Zejád Abd er-Razzák | 110 m gát   | 14,51    | 8.       | 37.      | kiesett     | kiesett     | kiesett     | kiesett  | kiesett  | kiesett  | kiesett | kiesett  |

| Versenyző             | Versenyszám   | Selejtező                | Selejtező                | Döntő    | Döntő    |
| Versenyző             | Versenyszám   | Eredmény                 | Helyezés                 | Eredmény | Helyezés |
| --------------------- | ------------- | ------------------------ | ------------------------ | -------- | -------- |
| Abd el-Marzúk el-Jóha | Hármasugrás   | 16,75 m                  | 16.                      | kiesett  | kiesett  |
| Valíd el-Behít        | Kalapácsvetés | 63,94 m                  | 25.                      | kiesett  | kiesett  |
| Gánem Zajd            | Gerelyhajítás | érvényes kísérlet nélkül | érvényes kísérlet nélkül | kiesett  | kiesett  |

## Cselgáncs
Férfi
| Versenyző               | Versenyszám | Selejtező         | 32-es főtábla                            | Nyolcaddöntő                       | Negyeddöntő       | Elődöntő          | Vigaszág első kör | Vigaszág nyolcaddöntő | Vigaszág negyeddöntő | Vigaszág elődöntő | Bronz- mérkőzés   | Döntő             | Helyezés |
| Versenyző               | Versenyszám | Ellenfél Eredmény | Ellenfél Eredmény                        | Ellenfél Eredmény                  | Ellenfél Eredmény | Ellenfél Eredmény | Ellenfél Eredmény | Ellenfél Eredmény     | Ellenfél Eredmény    | Ellenfél Eredmény | Ellenfél Eredmény | Ellenfél Eredmény | Helyezés |
| ----------------------- | ----------- | ----------------- | ---------------------------------------- | ---------------------------------- | ----------------- | ----------------- | ----------------- | --------------------- | -------------------- | ----------------- | ----------------- | ----------------- | -------- |
| Ali Hejdar Ali Mohammed | Légsúly     | erőnyerő          | Bosolo Mobando (ZAI) · 1000-0000         | Manfred Hiptmair (AUT) · 0000-0010 | kiesett           | kiesett           |                   |                       |                      |                   |                   |                   | 19.      |
| Huszajn Mohammed Haszan | Harmatsúly  | erőnyerő          | Kao Er-vej (Gao Erwei) (CHN) · 0000-1000 | kiesett                            | kiesett           | kiesett           |                   |                       |                      |                   |                   |                   | 24.      |

## Labdarúgás
| Kuvaiti férfi labdarúgócsapat-játékoskeret | Kuvaiti férfi labdarúgócsapat-játékoskeret |
| --- | --- |
| - Abdalláh Szajhán - Ahmad Háddzsi - Ali el-Hadijja - Fahad Marzúk - Faláh el-Madzsídi - Faváz el-Ahmad - Hamad el-Ísza - Huszajn el-Hodari - Dzsászem el-Huvajdi - Manszúr Mohammed | - Mesaal el-Anzi - Mohammed el-Kaledi - Mohammed Ben Háddzsi - Naváf ed-Dafajri - Oszáma Abdalláh - Szaláma el-Enazi - Számi el-Lankávi - Számer el-Enazi - Júszef ed-Dóhi - Szövetségi kapitány: Valmir Louruz |

### Eredmények
Csoportkör
A csoport
| Csapat                 | M | Gy | D | V | Rg | Kg | Gk | P |
| ---------------------- | - | -- | - | - | -- | -- | -- | - |
| Lengyelország (POL)    | 3 | 2  | 1 | 0 | 7  | 2  | +5 | 5 |
| Olaszország (ITA)      | 3 | 2  | 0 | 1 | 3  | 4  | –1 | 4 |
| Egyesült Államok (USA) | 3 | 1  | 1 | 1 | 6  | 5  | +1 | 3 |
| Kuvait (KUW)           | 3 | 0  | 0 | 3 | 1  | 6  | –5 | 0 |

| 1992. július 24. 20:00 |

| Lengyelország (POL) | 2–0               | Kuvait (KUW) |
| ------------------- | ----------------- | ------------ |
| Juskowiak 7' 80'    | (1–0) Jegyzőkönyv |              |

| Estadio La Romareda, Zaragoza Nézőszám: 2 000 Játékvezető: Escobar (paraguayi) |

| 1992. július 27. 19:00 |

| Egyesült Államok (USA)       | 3–1               | Kuvait (KUW)   |
| ---------------------------- | ----------------- | -------------- |
| Brose 56' Lagos 79' Snow 85' | (0–1) Jegyzőkönyv | el-Hadijja 16' |

| Estadio La Romareda, Zaragoza Nézőszám: 4500 Játékvezető: Kee Chong (mauritiusi) |

| 1992. július 29. 21:00 |

| Olaszország (ITA) | 1–0               | Kuvait (KUW) |
| ----------------- | ----------------- | ------------ |
| Melli 10'         | (1–0) Jegyzőkönyv |              |

| Estadi de Sarrià, Barcelona Nézőszám: 8 000 Játékvezető: Brizio Carter (mexikói) |

| Csapat       | Helyezés |
| ------------ | -------- |
| Kuvait (KUW) | 16.      |

## Sportlövészet
Nyílt
| Versenyző        | Versenyszám | Selejtező | Selejtező | Elődöntő | Elődöntő | Döntő   | Döntő    |
| Versenyző        | Versenyszám | Pont      | Helyezés  | Pont     | Helyezés | Pont    | Helyezés |
| ---------------- | ----------- | --------- | --------- | -------- | -------- | ------- | -------- |
| Fehajd ed-Díháni | Trap        | 140       | 29.*      | kiesett  | kiesett  | kiesett | kiesett  |
| Nájef ed-Dajháni | Skeet       | 143       | 42.**     | kiesett  | kiesett  | kiesett | kiesett  |

* - három másik versenyzővel azonos eredményt ért el

** - hét másik versenyzővel azonos eredményt ért el

## Súlyemelés
| Versenyző   | Versenyszám | Szakítás | Szakítás | Lökés    | Lökés    | Összesen | Helyezés |
| Versenyző   | Versenyszám | Eredmény | Helyezés | Eredmény | Helyezés | Összesen | Helyezés |
| ----------- | ----------- | -------- | -------- | -------- | -------- | -------- | -------- |
| Reda Saabán | 100 kg      | 110,0    | 23.      | 140,0    | 21.      | 250,0    | 21.      |

## Úszás
Férfi
| Versenyző           | Versenyszám    | Előfutam         | Előfutam         | Előfutam         | Döntő   | Döntő   | Döntő   | Helyezés |
| Versenyző           | Versenyszám    | Idő              | Hely.            | Össz.            | Típus   | Idő     | Hely.   | Helyezés |
| ------------------- | -------------- | ---------------- | ---------------- | ---------------- | ------- | ------- | ------- | -------- |
| Dzsarráh el-Aszmávi | 100 m gyors    | 56,72            | 7.               | 69.              | kiesett | kiesett | kiesett | kiesett  |
| Dzsarráh el-Aszmávi | 100 m pillangó | 1:00,77          | 5.               | 60.              | kiesett | kiesett | kiesett | kiesett  |
| Dzsarráh el-Aszmávi | 100 m hát      | 1:05,53          | 4.               | 51.              | kiesett | kiesett | kiesett | kiesett  |
| Nayef Al-Hasawi     | 100 m hát      | nem állt rajthoz | nem állt rajthoz | nem állt rajthoz | kiesett | kiesett | kiesett | kiesett  |
| Nayef Al-Hasawi     | 100 m gyors    | nem állt rajthoz | nem állt rajthoz | nem állt rajthoz | kiesett | kiesett | kiesett | kiesett  |
| Nayef Al-Hasawi     | 200 m gyors    | nem állt rajthoz | nem állt rajthoz | nem állt rajthoz | kiesett | kiesett | kiesett | kiesett  |
| Szultán el-Otajbi   | 200 m hát      | 2:19,02          | 3.               | 40.              | kiesett | kiesett | kiesett | kiesett  |
| Szultán el-Otajbi   | 200 m vegyes   | 2:13,68          | 7.               | 44.              | kiesett | kiesett | kiesett | kiesett  |
| Szultán el-Otajbi   | 200 m mell     | 2:35,54          | 7.               | 48.              | kiesett | kiesett | kiesett | kiesett  |
| Ajman el-Enazi      | 200 m mell     | 2:39,12          | 7.               | 49.              | kiesett | kiesett | kiesett | kiesett  |
| Ajman el-Enazi      | 100 m mell     | 1:13,49          | 5.               | 53.              | kiesett | kiesett | kiesett | kiesett  |

## Vívás
Férfi
| Versenyző         | Versenyszám       | Csoportkör | Csoportkör | Selejtező                       | 32-es főtábla     | Egyenes ág a negyeddöntőért | Egyenes ág a negyeddöntőért | Vigaszág a negyeddöntőért | Vigaszág a negyeddöntőért | Vigaszág a negyeddöntőért | Vigaszág a negyeddöntőért | Negyeddöntő       | Elődöntő          | Döntő             | Helyezés |
| Versenyző         | Versenyszám       | Csoportkör | Csoportkör | Selejtező                       | 32-es főtábla     | 1. kör                      | 2. kör                      | 1. kör                    | 2. kör                    | 3. kör                    | 4. kör                    | Negyeddöntő       | Elődöntő          | Döntő             | Helyezés |
| Versenyző         | Versenyszám       | Ellenfél Eredmény | Hely.      | Ellenfél Eredmény               | Ellenfél Eredmény | Ellenfél Eredmény           | Ellenfél Eredmény           | Ellenfél Eredmény         | Ellenfél Eredmény         | Ellenfél Eredmény         | Ellenfél Eredmény         | Ellenfél Eredmény | Ellenfél Eredmény | Ellenfél Eredmény | Helyezés |
| ----------------- | ----------------- | --- | ---------- | ------------------------------- | ----------------- | --------------------------- | --------------------------- | ------------------------- | ------------------------- | ------------------------- | ------------------------- | ----------------- | ----------------- | ----------------- | -------- |
| Mohammed el-Hamar | Párbajtőr, egyéni | 3. csoport · Vánky Péter (SWE) · 1-5 · Andrej Suvalov (EUN) · 1-5 · Maciej Ciszewski (POL) · 0-5 · Raúl Maroto (ESP) · 5-2 · Cornel Milan (ROU) · 5-4 · Luciano Finardi (BRA) · 5-4 | 5.         | I Szanggi (KOR) · 1-5, 6-4, 5-6 | kiesett           | kiesett                     | kiesett                     | kiesett                   | kiesett                   | kiesett                   | kiesett                   | kiesett           | kiesett           | kiesett           | 47.      |